# Paranemastoma gostivarense
Paranemastoma gostivarense is een hooiwagen uit de familie aardhooiwagens (Nemastomatidae). De originele naamcombinatie (protoniem) was Nemastoma gostivarense Hadži, 1973. Een volgende naamrecombinatie werd gepubliceerd als Paranemastoma gostivarense (Hadži, 1973) in Schönhofer 2013.